# Sheraldo Becker
Sheraldo Becker (Amszterdam, 1995. február 9. –) suriname-i származású holland születésű kettős állampolgár labdarúgó. A La Ligában szereplő Real Sociedad játékosa, és Suriname válogatott tagja.

## Pályafutása

### Ajax
Beckert egy tehetségnapon fedezték fel, és 2004-ben csatlakozott az Ajax Ifjúsági Akadémiájára . 2011. június 6-án bejelentették, hogy Becker aláírta első profi szerződését a klubbal 2014. június 30-ig.
Becker a 2013–14-es szezont az A1-es, 19 éven aluliak csapatában kezdte, ahol ötször lépett pályára az UEFA Ifjúsági Liga csoportkörében. 2013. október 14-én debütált a Jong Ajax utánpótláscsapatban , amikor 3–0-ra vereséget szenvedett a Fortuna Sittardtól az Eerste Divisie-ben . 2014. február 28-án Becker megszerezte első profi gólját a Den Bosch ellen. 2014. május 8-án Frank de Boer menedzser behívta az első csapatba, hogy két barátságos mérkőzést vívjon a Persija Jakarta és a Persib Bandung ellen Indonéziában. 2014. május 12-én a Persija elleni 3–0-s meccsen játszott.

#### PEC Zwolle
2015. január 4-én bejelentették, hogy Beckert kölcsönbe küldték a PEC Zwolle csapatához a szezon végéig.

### ADO Den Haag
2016. augusztus 17-én megerősítették, hogy Becker a 2016–2017-es szezontól az ADO Den Haag csapatában fog játszani . Három évre szóló szerződést írt alá a hágai klubbal.
Augusztus 28-án lépett pályára először a Heracles Almelo elleni 1–1-s bajnokin. A mérkőzés utolsó 16 percében Ruben Schakent váltotta. A következő hétvégén a Feyenoord ellen játszott kezdőként első alkalommal. December 18-án szerezte első gólját a klub színeiben, a  bajnokság 17. fordulójában a Sparta Rotterdam ellen. A találkozó egyetlen gólját az 57. percben lőtte.

### Union Berlin
2019 júniusában a Bundesligába újonnan feljutott berlini klub bejelentette Becker szerződtetését.
Augusztus 11-én mutatkozott be a klubban, egy DFB-Pokal (német kupa) mérkőzésen a Germania Halberstadt elleni 6–0-s idegenbeli kiütéses győzelmen.
Becker kezdőként 60. percig volt a pályán.
Egy hét elteltével lépett pályára  először a Bundesligában, a bajnokság - 1. fordulójában az RB Leipzig elleni 0–4-re elvesztett mérkőzésen.
Cserként az 58. percben Suleiman Abdullahi váltotta.
2020. november 7-én rúgta a klub színeiben első gólját, az Arminia Bielefeld elleni 5–0-s bajnokin, az első félidő hosszabbításában volt eredményes, az első gólnál pedig asszitot készített elő a 3. percben.

### Real Sociedad
2024. január 18-án igazolta le a spanyol együttes, akiért 3 millió eurót fizettek. A szerződés 2026 nyaráig szólt.
Két nappal később a kispadon foglalt helyet a Celta Vigo vendégeként. Három nappal később szintén a Celta volt az ellenfél a spanyol kupa negyeddöntőben, ahol debütált a csapatban, és megszerezte első találatát a 66. percben.

## Statisztika
2024. január 28-i állapot szerint.
| Klub                 | Szezon           | Bajnokság        | Bajnokság | Bajnokság | Kupa  | Kupa  | Nemzetközi | Nemzetközi | Egyéb | Egyéb | Összes | Összes |
| Klub                 | Szezon           | Liga             | Mérk.     | Gólok     | Mérk. | Gólok | Mérk.      | Gólok      | Mérk. | Gólok | Mérk.  | Gólok  |
| -------------------- | ---------------- | ---------------- | --------- | --------- | ----- | ----- | ---------- | ---------- | ----- | ----- | ------ | ------ |
| Jong Ajax            | 2013/14          | Eerste Divisie   | 14        | 1         | —     | —     | —          | —          | —     | —     | 14     | 1      |
| Jong Ajax            | 2014/15          | Eerste Divisie   | 16        | 4         | —     | —     | —          | —          | —     | —     | 16     | 4      |
| Jong Ajax            | Összesen         | Összesen         | 30        | 5         | —     | —     | —          | —          | —     | —     | 30     | 5      |
| PEC Zwolle (kölcsön) | 2014/15          | Eredivisie       | 9         | 1         | 2     | 0     | —          | —          | 1     | 0     | 12     | 1      |
| PEC Zwolle (kölcsön) | 2015/16          | Eredivisie       | 23        | 4         | 1     | 0     | —          | —          | 2     | 0     | 26     | 4      |
| PEC Zwolle (kölcsön) | Összesen         | Összesen         | 32        | 5         | 3     | 0     | —          | —          | 3     | 0     | 38     | 5      |
| ADO Den Haag         | 2016/17          | Eredivisie       | 28        | 3         | 3     | 0     | —          | —          | —     | —     | 31     | 3      |
| ADO Den Haag         | 2017/18          | Eredivisie       | 27        | 2         | 0     | 0     | —          | —          | 2     | 0     | 29     | 2      |
| ADO Den Haag         | 2018/19          | Eredivisie       | 33        | 7         | 2     | 1     | —          | —          | —     | —     | 35     | 8      |
| ADO Den Haag         | Összesen         | Összesen         | 88        | 12        | 5     | 1     | —          | —          | 2     | 0     | 95     | 13     |
| Union Berlin         | 2019/20          | Bundesliga       | 13        | 0         | 1     | 0     | —          | —          | —     | —     | 14     | 0      |
| Union Berlin         | 2020/21          | Bundesliga       | 18        | 3         | 2     | 0     | —          | —          | —     | —     | 20     | 3      |
| Union Berlin         | 2021/22          | Bundesliga       | 28        | 4         | 4     | 2     | 8          | 0          | —     | —     | 40     | 6      |
| Union Berlin         | 2022/23          | Bundesliga       | 34        | 11        | 4     | 0     | 10         | 1          | —     | —     | 48     | 12     |
| Union Berlin         | 2023/24          | Bundesliga       | 11        | 0         | 2     | 1     | 5          | 2          | —     | —     | 18     | 3      |
| Union Berlin         | Összesen         | Összesen         | 104       | 18        | 13    | 3     | 23         | 3          | 0     | 0     | 140    | 24     |
| Real Sociedad        | 2023/24          | La Liga          | 1         | 0         | 1     | 1     | —          | —          | —     | —     | 2      | 1      |
| Real Sociedad        | Összesen         | Összesen         | 1         | 0         | 1     | 1     | 0          | 0          | 0     | 0     | 2      | 1      |
| KARRIER ÖSSZESEN     | KARRIER ÖSSZESEN | KARRIER ÖSSZESEN | 255       | 40        | 22    | 5     | 23         | 3          | 5     | 0     | 305    | 48     |

Jegyzetek
1. ↑  Mérkőzése(i) a(z) Konferencia Ligában
2. ↑  Mérkőzése(i) a(z) Európa Ligában
3. ↑  Mérkőzése(i) a(z) Bajnokok Ligájában

### A válogatottban
2023. március 23-i állapot szerint
| Suriname | Suriname | Suriname |
| Év       | Mérk.    | Gólok    |
| -------- | -------- | -------- |
| 2021     | 5        | 2        |
| 2023     | 1        | 0        |
| ÖSSZESEN | 6        | 2        |